# Romi
Romii (uneori scris rromi, cunoscuți și ca țigani) reprezintă un grup etnic originar din India medievală. Romii sunt răspândiți în foarte multe zone geografice, dar mai ales în Europa, cele mai importante grupuri trăind în Europa de Sud-Est, Centrală și de Est, în Turcia, în Peninsula Iberică și în sudul Franței. Importante comunități de romi trăiesc de asemenea și în America, în special în Brazilia, unde romii au fost deportați de către guvernul portughez în timpul erei coloniale. Migrația etniei rome a făcut ca aceasta să se fi răspândit în istoria mai recentă și în alte zone ale emisferei vestice. În februarie 2016, în timpul Conferinței Internaționale a Romilor, ministrul indian de Externe Sushma Swaraj a declarat că romii sunt fiii Indiei. Conferința s-a încheiat cu recomandarea către Guvernul indian de a-i recunoaște pe cei 20 de milioane de romi răspândiți în peste 30 de țări ca parte a diasporei indiene.
Limba romani cuprinde mai multe dialecte, numărul total estimat de vorbitori fiind de peste două milioane. Numărul total de persoane de etnie romă este cel puțin de două ori mai mare (chiar de mai mult de două ori, conform unor estimări). Mulți romi sunt vorbitori nativi ai limbii țării în care trăiesc sau ai unei limbi care combină limba romani cu limba țării lor de rezidență.
O foarte mare parte din romi au trecut prin procese de asimilare și aculturație, adoptând viața sedentară, cultura scrisă și limbile și religiile popoarelor lângă care au trăit.
Din cauza modului lor de viață, a culorii pielii, limbii și obiceiurilor diferite, romii au fost, vreme îndelungată, obiect de ură șovină și rasială, care a culminat în secolul al XX-lea cu deportarea și uciderea în masă a unor categorii din rândurile lor în cadrul politicii de genocid a celui de-al Treilea Reich și a unor regimuri aliate cu acesta.

## Etimologie
Astăzi este deja un loc comun în literatura de specialitate opinia, exprimată aproape unanim de către cercetători, privind prima menționare documentară a țiganilor, sub denumirea de atsincani, varianta georgiană a formelor grecești atsinganoi/tsinganoi, termen folosit pentru desemnarea acestora de către bizantini. Această mențiune a apărut într-un manuscris hagiografic în limba gruzină, datat 1068 d. Hr., scris de un călugăr georgian la Mănăstirea Iviron de la Muntele Athos. În manuscris se menționa că în anul 1054 d. Hr., în timpul domniei împăratului Constantin al IX-lea Monomahul, au sosit la Constantinopol, din Asia Mică, mulți athinganoi, ce făceau parte dintr-o „sectă eretică” și erau renumiți prin priceperile lor de ghicitori și vrăjitori. Se pare că împăratul le-a cerut athinganoi-lor să-l scape de fiarele sălbatice care devorau celelalte animale din parcul palatului, lucru pe care, se pare că, aceștia l-au făcut, dându-le fiarelor carne descântată.
Ipoteza cu cea mai consistentă susținere în secolele al XIX-lea și al XX-lea este cea a originii grecești a cuvintelor athinganoi/thinganoi, ca variante ale cuvintelor atsingganoi/tsingganoi care, la rândul lor, ar proveni din cuvântul athiggános, „de neatins, intangibil” (cf. prefixului privativ a + vb. thigganō, „a atinge, a leza”). Astfel, cuvintele athinganoi/thinganoi cu care era denumit acest grup de oameni aveau ca posibile semnificații „de neatins, intangibil, păgân, impur” sau față de care se recomandă precauție. Conform ipotezelor, ulterior s-ar fi pierdut particula privativă a și, astfel, s-a ajuns, în limba greacă, la un singur termen, acela de tsigganos, fapt infirmat de prezența ambilor termeni în limba greacă și în alte limbi, până în zilele noastre. La toate acestea se adaugă și observația că în limba țigănească nu există cuvântul țigan sau vreo variantă a acestuia.. Denumirile derivate din termenul grecesc (a)tsigganos, în majoritatea țărilor europene sunt considerate astăzi peiorative aproape în unanimitate de către comunitățile de romi și cercetători, cu trimitere expresă la semnificațiile inițiale legate de consemnarea din manuscrisul georgian de la 1068, cu conotații peiorative, în acest sens.
Cuvântul țigan a fost preluat în Țările Române din 1385 și desemna o stare socială, aceea de rob, nicidecum etnia. Cuvintele rob și sclav au apărut mai târziu în limba română, termenul utilizat pentru denumirea acestei categorii sociale era țigan. Robul/țiganul nu făcea parte din structura socială, nu era considerat ca aparținând speciei umane, el se definea ca obiect de schimb. Romii s-au aflat în stare de robie pentru mai bine de jumătate de mileniu (aprox. 1385–1856).
În limba romani, cuvântul rrom înseamnă „om, bărbat, soț”. Pluralul cuvântului este „romi”. Adjectivul în forma corespunzătoare genului feminin este „romă” [rr. rromni] , cu pluralul „rome”. Unii membri ai etniei folosesc cuvântul „rom” pentru a se autodenumi, însă există și grupuri (romii din Germania sau cei din Regatul Unit) care nu folosesc acest nume. Uneori cuvântul rom este scris cu dublarea literei „r”: rrom (exact ca în limba rromani). 
De unele popoare, romii au fost numiți în funcție de caracteristici sociale sau fizice. De exemplu, belgienii și olandezii i-au considerat „lipsiți de sentimentul religios” și le-au dat numele de getoufte heiden („păgâni botezați”), în Serbia sunt numiți karavalahi, adică „valahi negri”, „români negri”, iar spaniolii, portughezii și englezii au crezut că etnia venea din Egipt și le-au dat numele de gitano sau gypsy.
Dorin Cioabă, fiul regelui autoproclamat al romilor Florin Cioabă, a propus în 2009 să se utilizeze numele de indirom în loc de rom, pentru a evita acuzațiile românilor conform cărora romii se folosesc de numele României și pentru a face mai evidentă proveniența hindusă a romilor; această propunere nu a fost însă aprobată.
În ediția din 2012 a DEX-ului, au fost schimbate definițiile considerate ofensatoare ale unor cuvinte precum „rom”, „jidan” sau „țigan”. Modificările au fost realizate ca urmare a unei recomandări făcute de Consiliul Național pentru Combaterea Discriminării (CNCD).

## Origine
După cercetări pe eșantioane de populații țigănești din întreaga Europă în 1940, savanții străini clasifică ca predominantă în cadrul indivizilor respectivi grupa de sânge de tip B, ceea ce încă o dată înrădăcinează ideea că originea țiganilor este străină de Europa, aceștia provenind din cadrul continentului asiatic.
O legendă din 950 vorbește despre monarhul persan Bahram Gur ce și-a încheiat domnia în jurul lui 438. De aici aflăm primele mărturii despre niște nomazi, care se ocupau cu muzica, cunoscuți sub numele de luri. Astfel regele Persiei îi va cere suveranului Indiei 12.000 de luri care ar fi urmat să distreze auditorii și să se stabilească acolo pentru a deveni agricultori și a munci pământul primind în schimb fiecare, vite, măgari și grâne. 50 de ani mai târziu, în poemul epic național persan „Șah (Cartea Regilor)”, aflăm că lurii au mâncat grânele și vitele refuzând munca pământului, și au fost drept urmare izgoniți de către regele Bahram Gur.
De-a lungul vremii, cercetători renumiți ca John Sampson, Alexandru Paspati, Johan Dimitri Taikon sau pelerini ca Bernhard von Breidenbach, Arnold von Harff plasează romii în urma unor experiențe aprofundate în rândul triburilor hinduse sau indiene. John Sampson găsește originea triburilor rome în nord-vestul Indiei, determinând după cercetarea idiomului ca strămoși apropiați ai limbii romani, limbile singaleză, marathi, sindhi, punjabă, dardică și pahari de vest (dialecte hinduse vorbite de băștinași). De asemenea, graiul romilor conține amprente exacte ale limbii sanscrite, fiind identificate peste 500 de cuvinte a căror origine indică poate fi ușor de recunoscut. Conform dovezilor lingvistice, proto-romii au trăit în zona centrală a Indiei. A existat o migrație inițială către nord-vestul subcontinentului indian, urmată de migrația în afara Indiei.
Nu se cunoaște exact locul romilor în societatea indiană. O ipoteză este aceea că ei ar fi făcut parte din clanul războinic al rajpuților (casta Kșatriya). În 1192 armatele aliate ale principilor din Rajput au fost înfrânte în Bătălia de la Tararori, la nord-vest de Delhi. După înfrângerea suferită în lupta cu Mohamed Ghur, clanul războinic nord-indian Rajput (casta Kșatrya) ar fi plecat împreună cu familiile spre ținuturile arabe și turce, și apoi în Europa. O altă teorie susține că strămoșii romilor erau locuitorii orașului indian Kannauj, care au părăsit acest oraș în urma atacurilor lui Mahmoud din Ghazni.

## Istorie
Documentele vremii (secolul al X-lea) arată că sultanul Mahmud din Ghazni a cucerit părțile răsăritene ale Iranului, teritoriul Afghanistanului și nord-vestul Indiei. O parte din teritoriile cucerite au căzut mai târziu în stăpânirea Sultanatului de Rum.  În secolul al XI-lea romii proveniți din India se aflau în Sultanatul de Rum de unde au trecut în Imperiul Bizantin, și apoi au pătruns în sud-estul și centrul Europei (secolele XIV–XVI), ca și în nordul Africii. Migrația masivă a romilor în Europa a început, însă, în secolul al XIV-lea odată cu cucerirea de către turci a portului grecesc Gallipoli. De altfel, ascensiunea triburilor nomade indiene a fost strict legată de victoriile turcești și de făurirea puternicului Imperiu Otoman, romii prosperând în interiorul lui. În secolul al XV-lea au pătruns în Europa apuseană (în special în Peninsula Iberică), iar din secolul al XIX-lea în cele două Americi. În anul 1417 regele Sigismund de Luxembourg a acordat scrisori de recomandare și protecție unui grup de romi conduși de Ladislau. Unii cercetători consideră că au existat mai multe valuri de migrație din India. Și astăzi există triburi nomade sau semi-nomade în India, susținând teoria că romii au fost nomazi de la început, au părăsit India în timpul unei invazii și apoi au fost împinși înspre Europa de războaie și invazii ulterioare.
În spațiul nord-dunărean, prima atestare documentară a romilor datează din anul 1385, când domnitorul Țării Românești, Dan I, dăruiește mănăstirii Tismana posesiunile care aparținuseră mai  înainte mănăstirii Vodița de lângă Turnu Severin. Între aceste bunuri, mobile și imobile, donația unchiului său Vladislav I, către mănăstirea Vodița, pe care o întemeiase cândva între 1370–1371, se aflau și 40 de sălașe de „ațigani”. În Evul Mediu majoritatea romilor din Țările Române erau robi boierești, domnești sau mănăstirești, ocupațiile lor principale fiind acelea de căldărari, fierari, aurari, spoitori, cântăreți etc. Pentru a obține permise de trecere prin țările din apus, unii țigani au pretins că sunt creștini din Egipt veniți în pelerinaj (iar mai apoi, când nu au putut să le obțină, au falsificat astfel de permise). Acest lucru, asociat cu înfățișarea lor străină, duce la denumirea engleză de „gypsy” și cea spaniolă de „gitano”, de la egiptean. În secolul al XIX-lea, sub influența ideilor liberale ale revoluției de la 1848, toți oamenii au fost declarați liberi și egali, robia romilor fiind definitiv abolită în 1856.

## Categorii de romi

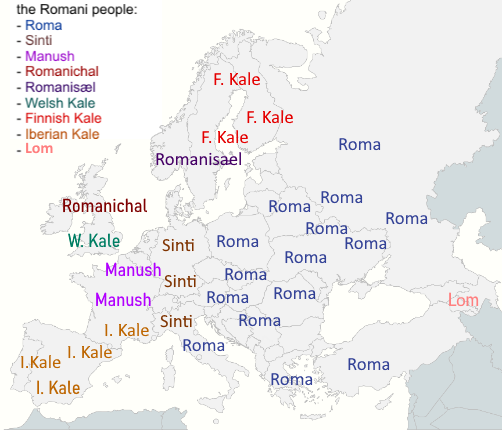
Subdiviziunile etniei rome și regiunile lor „natale” în Europa

Romii recunosc diviziunile dintre ei bazate în mare parte pe diferențele teritoriale, culturale și dialectale. Romii, pe lângă numele diferite care sunt atribuite acestora de către gajii, utilizează alte denumiri pentru a se descrie – după apartenența lor la grup. Grupurile nu ar trebui să fie confundate cu clanurile, acestea sunt subdiviziuni ale grupurilor, grupuri care pot varia de la câteva mii (cum ar fi romii lotfitka, romii letonieni) la mai mult de un milion.
Unele autorități recunosc cinci grupe principale pe baza răspândirii lor geografice:
- căldărașii (cei mai numeroși, fierari din Balcani, mulți au migrat către Europa Centrală și America de Nord);
- gitanos (numiți și Cale, îi găsim în Peninsula Iberică, Africa de Nord și sudul Franței);
- manush (de asemenea cunoscuți ca sinti, trăiesc în special în Alsacia și alte regiuni din Franța și Germania);
- romnichal (trăiesc în principal în Marea Britanie și America de Nord);
- erlides (de asemenea cunoscuți ca yerlii – populație romă așezată în Europa de Sud, Europa de Est și Turcia).

Fiecare dintre aceste categorii principale pot fi împărțite în două sau mai multe subcategorii care se disting prin specializarea la locul de muncă sau prin teritoriul de origine, sau ambele. Unele dintre aceste categorii sunt: machvaya, lovari, churari, sinti, rudari, boyash, ludar, luri, xoraxai, ungaritza, bashaldé, ursari și romungro.
Potrivit altor teorii, există patru grupuri principale de romi pe baza dialectelor ce sunt vorbite de aceștia:
- romii din Balcani, cu o influență a vocabularului turc;
- romii vlahi care au migrat până în România și al căror dialect este influențat de limba română;
- romii carpatici, cu o influență mai puternică din partea lexicului slav;
- romii nordici, cu o puternică influență germană.

Acest patru categorii principale includ:
- balcanici: kirimlides, arlii, erlii, jerlides, sepetčides, bugurdži, kalajdži, drindari;
- carpatici: cehi, moravi, maghiari, vest- și est-slovaci, din Burgenland;
- vlahi: servi, vlaxurja, rišarja, kalajdži, vlax, džambaši, laxora, gurbeti, cerhara, aurari, mačvaja, patrinara, lovari, dirzara, mašara, kalderaš, rudari, bejaša, ursari, lingurari, gurvara;
- nordici: abruzzezi, calabrezi, kale sau cale, lotfitka, manouches, volšenenge, polska, sinti, xaladitka.

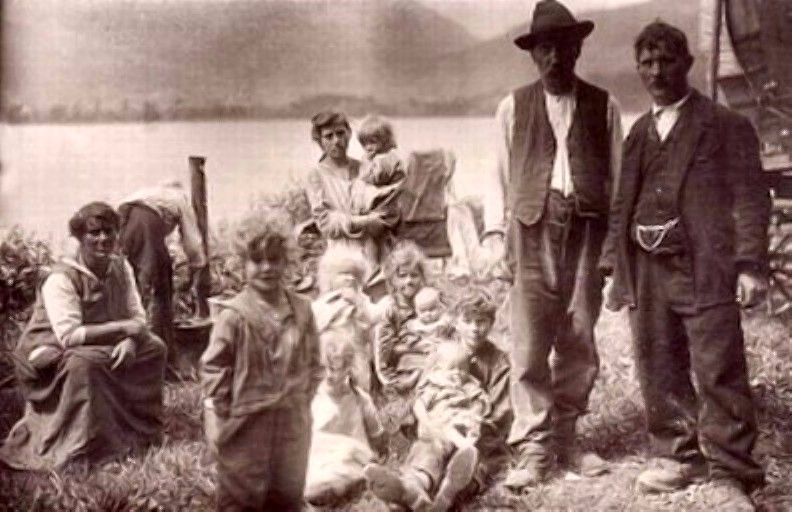
Familie de romi din Elveția (1928)

## Limbă
Limba romani este singura limbă indo-ariană care a fost vorbită exclusiv în Europa începând cu Evul Mediu și ale cărei vocabular și gramatică sunt legate de limba sanscrită. Limba țigănească prezintă asemănări cu alte două limbi din grupul indic, punjaba și hindi (limbi folosite în India și Pakistan, respectiv India și Fiji). Are în jur de 60 de dialecte influențate și de limbile statelor respective.
Nu există cifre oficiale cu privire la numărul de vorbitori de limbă romani, în Europa sau pe alte continente (în care vorbitorii au migrat încă din secolul al XIX-lea). Estimarea oficială ar sugera că există aprox. 3,5 milioane de vorbitori în Europa. Numărul real ar putea fi mult mai mare. Acest lucru face ca limba romani să fie cea mai răspândită limbă a minorităților din Uniunea Europeană, de la extinderea ei din luna mai 2007, după ce România și Bulgaria au aderat la Uniune. Cea mai mare răspândire a populației de vorbitori de limbă romani se găsește în special în România, Bulgaria, Turcia, Macedonia și Serbia, precum și în Grecia, Slovacia, Moldova și Ungaria. Importante populații  de vorbitori de limbă romani există și în majoritatea celorlalte țări din Europa Centrală și de Est. Comunitățile de romi, care s-au stabilit în țări vestice, precum Portugalia și Spania, Marea Britanie și țările  scandinave (cu excepția Finlandei), cu 5–6 secole în urmă, au abandonat limba romani și au adoptat limba majoritară (deși păstrează un vocabular restrâns de limbă romani în cadrul grupurilor interne). Vorbitorii de limbă romani din aceste comunități fac parte dintre aceia care au imigrat mai târziu din Europa Centrală sau de Est.

### Statut
Constituția Macedoniei din 1992 recunoaște populația romă ca fiind una dintre naționalități în stat, le dă dreptul să folosească limba și vocabularul lor. Macedonia a fost una dintre primele țări care a sponsorizat o consultare privind codificarea limbii romani și în 1992 a făcut demersuri pentru adoptarea unui standard scris național, precum și de a accepta limba romani ca una din limbile oficiale în documentele oficiale guvernamentale. 
În 1993 Austria a recunoscut populația romă ca minoritate, în conformitate cu legea minorităților etnice, care prevedea sprijin financiar pentru activități culturale și dreptul la folosirea limbii minoritare în interacțiunea cu oficialii. În 1998, a fost adoptat un amendament la Legea privind protecția minorităților în provincia Burgenland, garantând unui grup de romi predare suplimentară în școală în limba romani.
În 1995, Constituția finlandeză a dat romilor (alături de Sami și „alte grupuri”) dreptul de a „menține și dezvolta propria lor limbă și cultură”. În plus, Legea învățământului a fost modificată în 1999 pentru a include limba romani ca una din limbile de predare. 
Constituția maghiară din 1997 a recunoscut drepturile minorităților la educație în limba maternă; romii sunt recunoscuți ca minoritate, deși o proporție mare de romi unguri vorbește limba maghiară. 
În plus, dintre cele 18 state care au ratificat Carta europeană a limbilor regionale sau minoritare, 10 o aplică pentru limba romani și anume: Austria, Croația, Finlanda, Germania, Ungaria, Olanda, Norvegia, Slovacia, Slovenia și Suedia.

#### În România

Procentajul vorbitorilor de limba romani printre romii din România

În România, există numeroase inițiative concrete care vizează aducerea romilor în școală și educarea acestora. Astfel, în perioada 1949–1951 a fost înființată prima școală de limbă romani în partea de vest a țării. În 1991, Ministerul Educației a recunoscut oficial alfabetul internațional de limbă romani pe care l-a introdus în mod oficial în școlile în care limba și literatura romani era studiată.
Într-un oraș din România, limba romani (țigăneasca) este recunoscută ca limbă oficială. Întrucât în Budești (județul Călărași), mai multe de 20% dintre cei aproape 10.000 de locuitori vorbesc țigănește, accesul la învățământ și administrație este oferit în ambele limbi. În localitatea Măguri din județul Timiș, unde peste 80% din populație este de etnie romă, funcționează prima și singura școală din România în care profesorii predau doar în limba romani.

## Cultură și tradiții

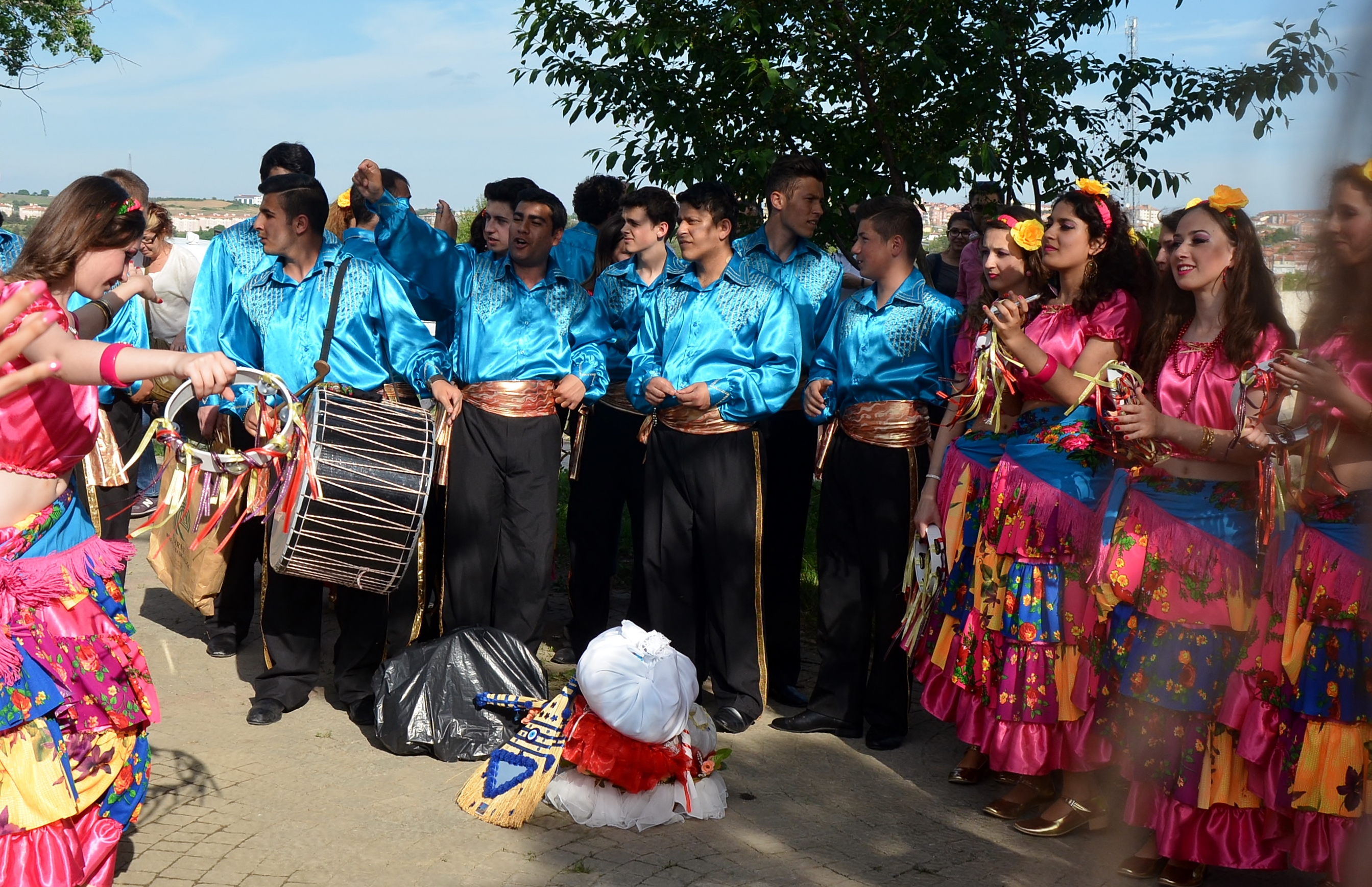
Romi dansând kakava la Edirne, Turcia

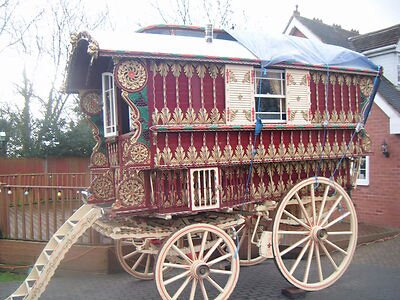
Căruță tipică populației romanichal din Marea Britanie

Romanipenul constituie legea romani, sistem de norme și concepte comunitare, care se organizează în jurul modelului de identitate al culturii tradiționale: familia. Comunitatea însăși este o familie extinsă, bazată pe trei tipuri de rudenie: sangvină – amaro rat (sângele nostru), prin alianță – amare xanamika (cuscrii noștri) și prin afinitate – amare kirve (nașii noștri). Modelul educațional în familia tradițională a romilor se bazează pe valorificarea experienței și a intuiției, dar și pe responsabilizarea individului în raport cu ceilalți – răspunderea colectivă – și pe educarea sentimentului rușinii – latavo –, care intervine în cazul în care nu se respectă normele general acceptate. Familia are ca fundament cultul copiilor și al bătrânilor. Răspunderea colectivă și întrajutorarea, completate de sentimentul fratern reciproc, sunt elemente de bază ale conceptului de phralipen (frăție), esență a societății tradiționale a romilor. Codul politeții rituale include moduri de adresare, în cadrul cărora afecțiunea se dovedește prin adresări de tipul: murro phral (fratele meu) sau murri phen (sora mea). Această tradiție are valoarea unei reguli de viață, în centrul căreia se află trei concepte esențiale: phralipen – fraternitate, ajutor reciproc și împărtășire a unui destin comun; patîv – credință, respect și încredere reciprocă, precum și conservarea stării de puritate a „phralipen”-ului, cu sentimentul definitoriu al frăției, împărtășirea suferinței spirituală și trupească; baxt – noroc, soartă pozitivă în viața celor care respectă normele „phralipen”-ului și „patîv”-ului, în opoziție cu bibaxt – nenoroc, neșansă, ghinion, care apare în lipsa primelor două – phralipen și patîv.

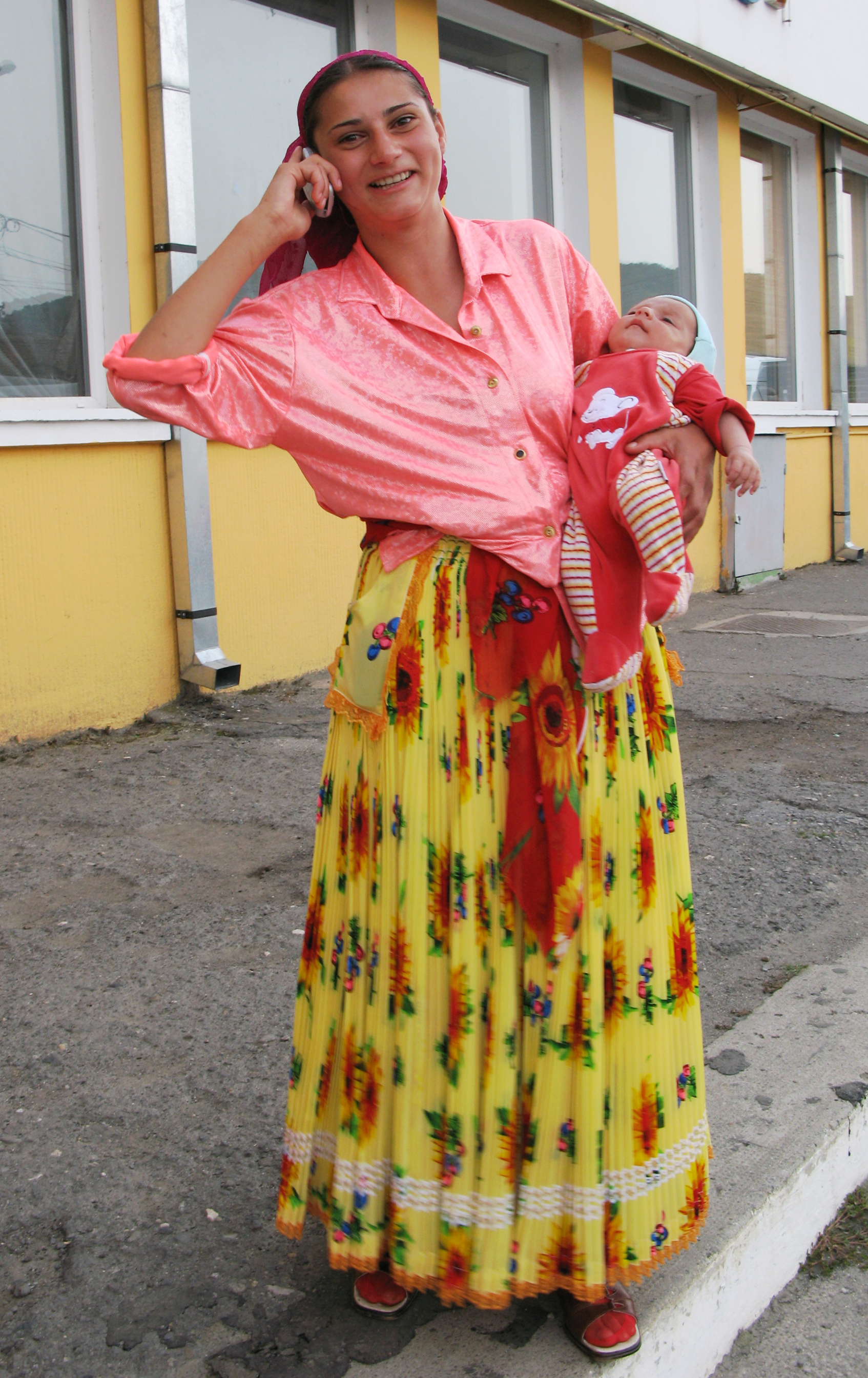
Portul tradițional la o femeie romă din Sighișoara

Erdelezii celebrează venirea primăverii și reprezintă una dintre cele mai importante sărbători pentru romii din spațiul balcanic. Paștele este sărbătoarea pe care romii creștini o „împărtășesc” și cu morții. Cimitirul este împodobit cu flori, iar în noaptea Învierii, romii duc lumina de la biserică acasă viilor, și apoi la cimitir – morților. Doliul la romi reprezintă solidaritate și respect pentru familia îndoliată. Astfel, dacă o persoană moare, nu va ține doliu doar familia celui decedat, ci toată comunitatea, timp de un an. În perioada de doliu, romii nu petrec și nu își dau mâna (nu există nicio formulă de salut în afară de expresia „O Del te iertil” – Dumnezeu să te ierte).

### Simboluri
Cântecul „Gelem, gelem” („Am umblat, am umblat”), compus de Žarko Jovanović și cântat de Olivera Vučo în filmul iugoslav „Am întâlnit și țigani fericiți”, a fost adoptat ca imn internațional al romilor, la primul Congres al Romilor din 1971. Și, tot la primul Congres al Romilor din 1971, a fost reconfirmat și steagul internațional al romilor. Jumătatea de jos verde – simbol al câmpurilor înverzite și jumătatea de sus albastră – simbol al cerului senin, iar la mijloc o roată, denumită chakra, simbolizând soarta și succesiunea vieților, dar și nomadismul, în relație cu spațiul originar al Indiei.
Ziua internațională a romilor este marcată în fiecare an pe data de 8 aprilie. A fost proclamată în 1990, în cadrul celui de-al IV-lea Congres al Uniunii Internaționale a Romilor, care s-a desfășurat la Varșovia. A fost aleasă această dată în amintirea zilei de 8 aprilie 1971, când a avut loc, lângă Londra, prima reuniune la nivel internațional a reprezentanților etniei rome. Cu acea ocazie, au fost puse bazele unei organizații internaționale a romilor, denumită Uniunea Internațională a Romilor (IRU). De atunci, au avut loc mai multe congrese mondiale ale romilor, având ca scop standardizarea limbii romani, obținerea de compensații pentru suferințele din Al Doilea Război Mondial, îmbunătățirea situației educaționale, revendicarea drepturilor civile ale romilor, păstrarea culturii și limbii romani.

### Portul tradițional
În comunitățile tradiționale, femeia romă poartă fustă lungă, din mai multe straturi și bogat colorată, cercei mari, părul lung, împletit și uneori o floare în păr. Tradiția romă spune că picioarele unei femei nu trebuie să se vadă. De altfel, întreaga parte inferioară a corpului unei femei este considerată impură. Încălcarea acestui principiu este foarte gravă, deci fustele lungi trebuie purtate întotdeauna. Simbol al norocului, roșul este culoarea preferată în portul tradițional al femeilor rome. Femeile rome și-au conservat un stil propriu, doar cele căsătorite au obligația de a purta batic. În unele zone, femeile sunt bine-cunoscute pentru tradiția lor de a purta bani de aur, în păr sau cusuți pe haine.
Bărbații nu au un port anume de respectat, poartă adesea pălării cu borul lat, mustăți lungi, pantalon, vestă și cămașă. În zilele de sărbătoare aceștia sunt adepții costumelor viu colorate.

## Nume similare
Numele Romii aparține și unei alte etnii din Europa. În Grecia și Turcia, locuitorii islamizați de limbă greacă au purtat și poartă numele de „Romii” provenind de la denumirea medievală a imperiului bizantin: Romania

## Vezi și
- Listă de romi
- Indo-arieni